# Скептицизъм
Скептицизъм е всяко отношение на съмнение спрямо дадено знание, факти или мнения/вярвания, които се представят като факти; както и към твърдения, които се приемат за даденост.

Философският скептицизъм е цялостен подход, изискващ информацията от всякакъв вид да бъде добре подкрепена от доказателства. Последователите на пиронизма например препоръчват въобще въздържането от даването на оценки, тъй като отричат възможността да се познае истината. Някои философи скептици поставят под съмнение дори собствените си сетива. Религиозният скептицизъм, от друга страна, е „съмнението относно основни религиозни принципи (като безсмъртието, провидението и откровението)“. Повечето учени са емпирични скептици, които признават възможността за познание, основано на доказателства, но поддържат, че нови доказателства винаги могат да доведат до преосмислянето на предишни заключения (вж. фалсифицируемост).

## Философски скептицизъм
Скептицизмът е течение във философията, отнасящо се критично към истинността на знанието и усещанията, както и към самата възможност за абсолютно вярно познание.
В Древна Гърция скептиците критикуват стоицизма, обвинявайки го в догматизъм и извеждане от недоказани предпоставки. Най-известните представители на античния скептицизъм са Пирон от Елида, Аркесилай, Карнеад и Секст Емпирик.

## Скептицизъм в науката
Научният скептицизъм или така наречения рационален скептицизъм е епистемологическа позиция, при която се поставят под съмнение твърдения с липсата на емпирична основа и непотвърдими доказателсва. Научният скептицизъм е различен от философичния, който оспорва правото ни да претендираме знания спрямо света и природата. Научният скептицизъм използва критичното мислене и се опитва да опонира на твърдения, при които липсват доказателства.

### Характеристика
Като учените, научния скептик се стреми да оцени твърдения базирани върху удостоверимост и фалсифицируемост.